# デイヴ・マシューズ・バンドのツアーバス事件

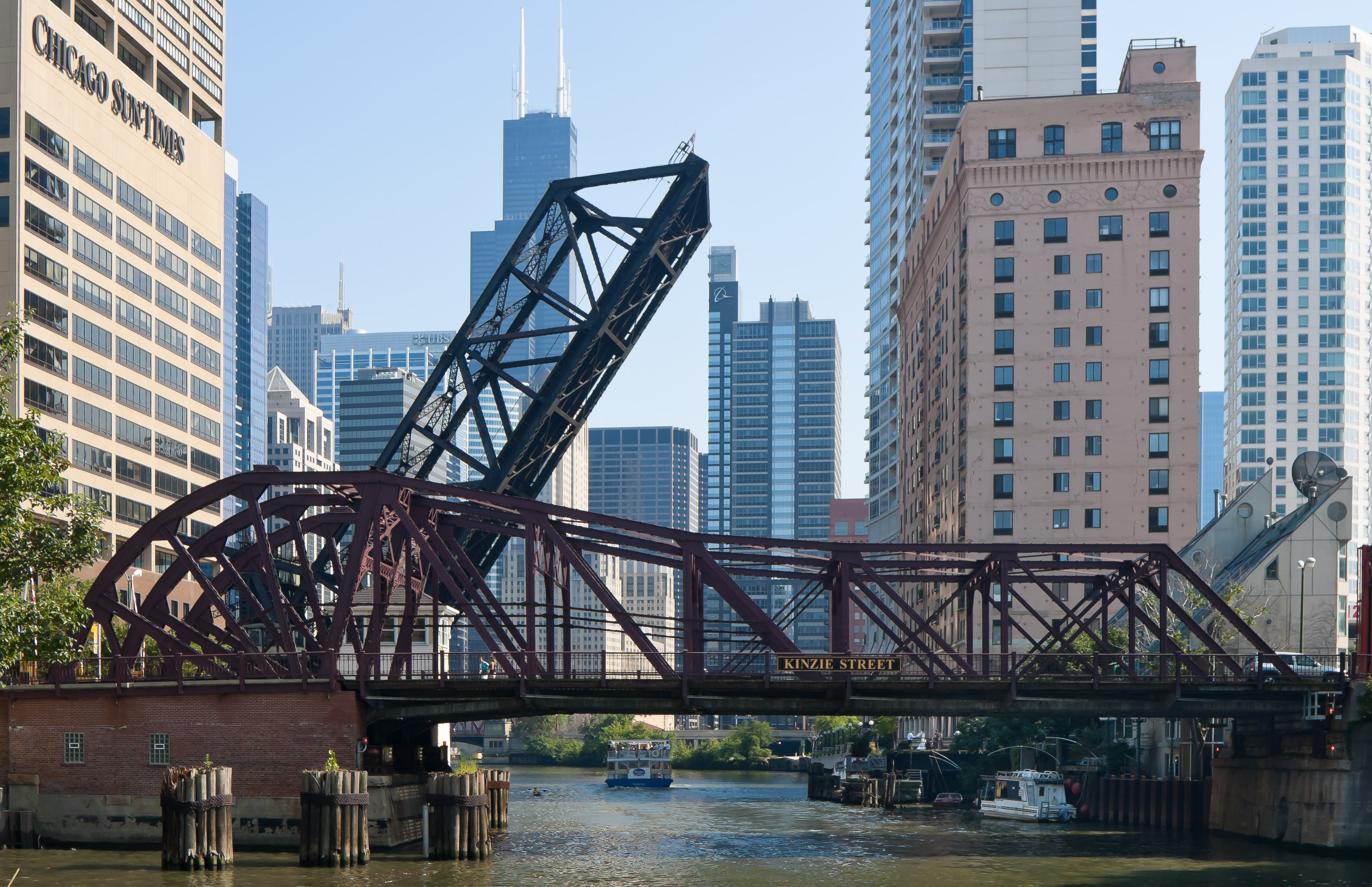
事件が起こったキンジー・ストリート橋

デイヴ・マシューズ・バンドのツアーバス事件（デイヴ・マシューズ・バンドのツアーバスじけん）とは、2004年8月8日、アメリカ合衆国のロックバンドであるデイヴ・マシューズ・バンドのライブツアーバスが、シカゴ川にかかるキンジー・ストリート橋を走行中にバスの汚水タンクの内容物およそ360 kgを水上に投棄した事件である。同じタイミングでシカゴ川を客船がクルーズ中であり、ルーフトップにいた乗客にバスの排泄物が降り注いだ。
法的な和解案の一環として、バンド側はイリノイ州に20万ドルを支払うことに合意した。また河川とその周辺で保護活動を行う2つの団体に計10万ドルを寄付している。ツアーバスの運転手ステファン・ウォールは2005年4月に有罪判決を受けた。

## 背景
| シカゴ川をクルーズする「シカゴ・リトル・レディー」とデイブ・マシューズ・バンド（2005年） |  | シカゴ川をクルーズする「シカゴ・リトル・レディー」とデイブ・マシューズ・バンド（2005年） |
| シカゴ川をクルーズする「シカゴ・リトル・レディー」とデイブ・マシューズ・バンド（2005年） |  |                                                                                          |

### ライブツアー
デイヴ・マシューズ・バンドは、ウィスコンシン州イーストトロイにあるペニンシュラ・ホテルで2日間にわたるライブを予定していた。1日目のステージは無事に終わったものの、事件はその後に起こった。ライブツアーのために手配されているバスは全部で5台だったが、そのなかでこの事件を起こしたバスは、バンドのヴァイオリン担当であるボイド・ティンズレーが乗る車両だった。

### クルーズ
一方で橋の下を通過した客船は、シカゴ川沿線の建築物をめぐるコースをまわる、3月から11月までシカゴ建築センターが提供している90分のクルーズの途中だった。

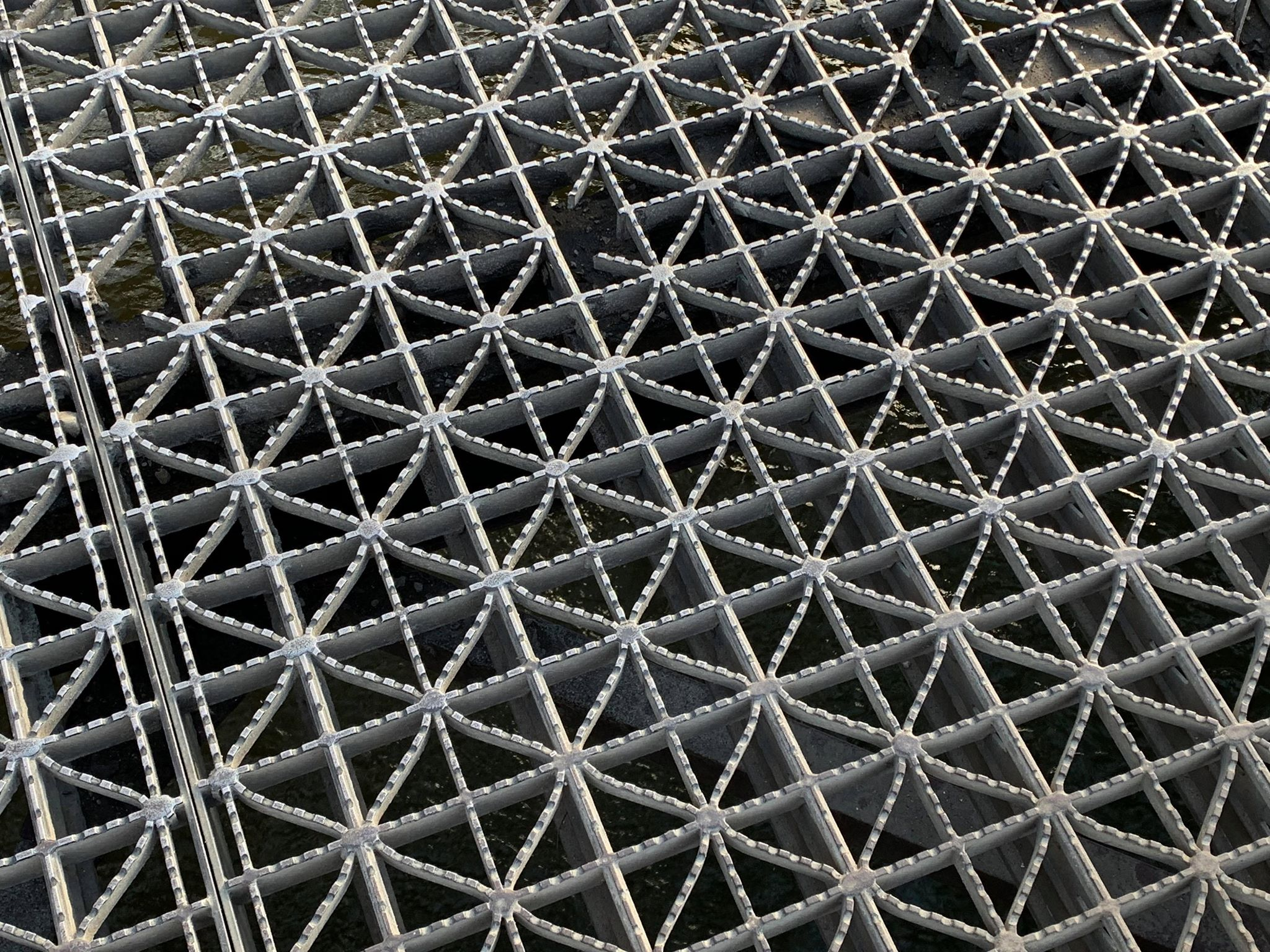
リベット接合によるグレーチング(Riveted Grating)が採用された鉄橋は液体を素通しにする。下を流れるシカゴ川がこの格子から覗いていた。

### 鉄橋
シカゴの鉄橋はそのほとんどが、強度確保と空転防止を目的としたリベッテド・グレーチングを採用していることが特徴である。雨や雪などが格子の隙間から流れ落ちるため、排水構造を設けたり冬季の間に融雪剤をまく必要がなくなる。

## 事件当日
2004年8月8日13時18分、ステファン・ウォールはティンズレー用のバスを一人で運転しており、ホテルに向かう途中に通ったキンジー・ストリート橋の橋上で、鉄格子上になった橋をめがけてバスの汚水タンクの中身を放出した。
一方のその頃、客船「シカゴ・リトルレディー」は、13時から始まったシカゴ川のクルーズの最中だった。そしてちょうど橋の下を通過するときに、オープンデッキのテラスにバスの汚水が降り注いだ。船に乗っていた約120名の乗客のうち、三分の二がずぶぬれになった。船はすぐさまドックに戻った。全乗客がその場で返金を要求し、5人が検査のためノースウェスタン記念病院に向かった。イリノイ州検事総長の発表によれば、乗客には身体障碍者や高齢者、妊婦、幼児および児童が含まれていた。訴状による事件の概要は以下の通りである。
投棄された液体の色は茶色がかった黄色であり、匂いは不快な悪臭を放っていた。つまり人間の屎尿が、乗客の眼、口、髪のほか衣類や携帯品にかかり、著しく濡れた状態に陥るものが大半だった。乗客の一部は屎尿を浴びたことにより吐き気をもよおし嘔吐している。
船のデッキはクルーによってモップ掛けされたうえで、15時からのクルーズに向けて運航が再開された。

## 事件後
事件の直後から、シカゴ市警察は犯罪だとは断定できないものの捜査には着手していることを明らかにした。8月9日、シカゴ建築センターは、目撃者が車のナンバープレートを記憶していると発表し、証拠として警察に情報提供を行った。8月10日、ツアーバスの運転手の１人であるジェリー・フィッツパトリックが、このナンバーの車の所有者であることがわかった。しかしフィッツパトリックは、シカゴ・トリビューンの電話取材に対して、川に排泄物を投棄したのは自分ではなく、その時間にはバンドメンバーが宿泊しているホテルの前に車を停めていたと語った。デイヴ・マシューズ・バンドの広報は、マネジメント上、ツアーバスは事件が起こった時刻には全車両が駐車していたはずだという声明を発表した。
当時イリノイ州エフィンガム在住だったフィッツパトリックは、エフィンガム市警察の求めに応じて、自分がタンクの中身を投棄していないことを証明するために、バスの汚水処理タンクの確認作業を警察と行っている。確認を終えた警察官はフィッツパトリックから携帯電話を借りて、シカゴ・トリビューンに、捜査の結果、タンクはほぼ満タンであったと報告した。
州検察官は、現場近隣のフィットネスジム、イーストバンク・クラブにあたりをつけ、ジム8の防犯カメラの映像をもとに問題のバスを特定した。8月24日、イリノイ州検事総長だったリサ・マディガンは、ステファン・ウォールに不法投棄の責任について7万ドルの賠償を求める刑事訴訟を起こした。ウォールは投棄したことを否定し、バンド側もこれを支持した。8月25日、当時のシカゴ市長のリチャード・M・デイリーも記者会見を開き、証拠となるビデオテープを公開した。市長は不法投棄が「絶対に許容できない」と表明しつつも、デイヴ・マシューズ・バンドについては「非常に良いバンド」と考えていることも明らかにした。
2005年3月、ウォールは無謀な行為 (reckless conduct)と水質汚染の原因となる汚染物質の放出により有罪となった。しかし、デイヴ・マシューズ・バンドは、それまでウォールの無実を主張していたことについて長らく謝罪することはなかった。ウォールには150時間の社会奉仕活動と環境保全団体フレンズ・オブ・シカゴリバーへの1万ドルの支払い、およびその執行猶予期間18か月を命じられた。デイヴ・マシューズ・バンドは、シカゴ公園局に5万ドル、フレンズ・オブ・シカゴリバーに5万ドルを寄付し、和解金としてイリノイ州に和解金として20万ドルを支払った。さらにバンド側は、ツアーバスが車両ごとに汚水タンクを処理した時間と場所を記録することにも同意している。
ウォールは、汚水を投棄した瞬間に橋の下を客船が通過中であることに気付かなかったと考えられている。2018年の時点で、この事件で汚水を浴びた乗客への長期的な健康被害は確認されていない。